# Vlasová pochva

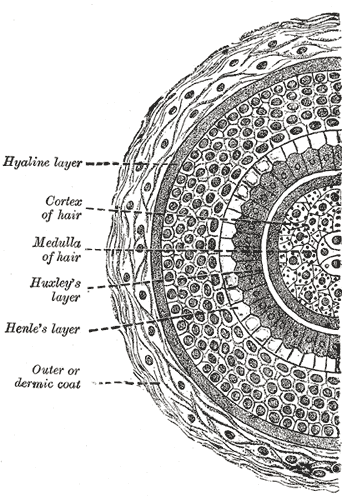
Průřez vlasovým folikulem; patrné různé vrstvy

Vlasová pochva je označení pro třívrstvý obal kolem vlasové cibulky; spolu s ní tvoří tzv. vlasový folikul. Vlasová pochva je tvořena dvěma epiteliálními a jednou vnější vazivovou vrstvou:
- vnitřní epitelová pochva (vagina radiculis interna) – nejvnitřnější vrstva obalující vlasovou cibulku. Skládá se ze dvou dílčích vrstev. Nejblíže vnitřku je Huxleyho vrstva, směrem ven na ní navazuje Henleova vrstva (tu popsal německý lékař a anatom Friedrich Gustav Jakob Henle (1809–1885), známý mimo jiné i objevem Henleovy kličky).[4] Obě vrstvy jsou propojeny dezmozomy a tvoří je kubické epiteliární buňky se zploštělými jádry, které obsahují zrna s trichohyalinem. Tyto buňky postupem času odumírají a keratinizují,
- vnější epitelová pochva (vagina radiculis externa) – nachází se vně od vnitřní pochvy a je s ní propojena dezmozomy. Je silně keratinizovaná (obsahuje keratinocyty bez keratohyalinu). Na povrchu se nachází hyalinní vrstva a bazální lamina oddělující vlasový váček od okolní škáry,
- vazivová pochva (bursa pili) – zesílené vazivo škáry, jež obsahuje vlasový folikul. Vybíhají z ní cirkulárně a longitudálně kolagenní (a místy i elastická) vlákna, která připevňují vlas v škáře. Poblíž se nachází melanocyty navozující barvu vlasu.